# 造田駅
造田駅（ぞうだえき）は、香川県さぬき市造田野間田にある四国旅客鉄道（JR四国）高徳線の駅である。駅番号はT17。
駅名は「ぞうだ」と「た」は濁るが、地名は「ぞうた」と濁らない。

## 歴史

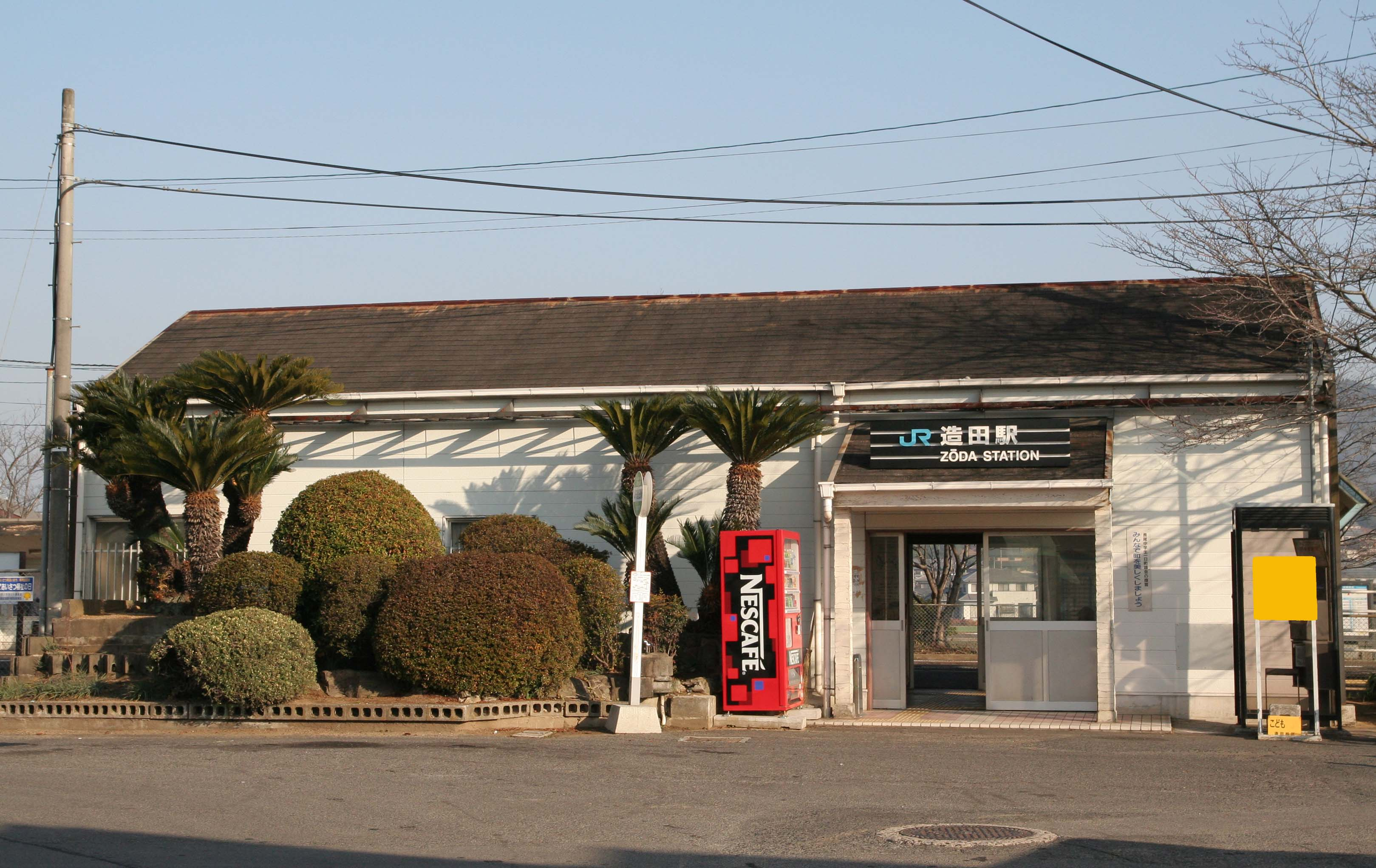
旧駅舎（2007年12月）

- 1926年（大正15年）3月21日：鉄道省高徳線の駅として開業[2]。
- 1935年（昭和10年）3月20日：高徳線全通に伴う路線名称変更により、高徳本線の駅となる。
- 1972年（昭和47年）10月1日：貨物取扱廃止[2]。
- 1979年（昭和54年）3月1日：業務委託駅となり[4]、日本交通観光社が業務を担当[5][注 1]。
- 1984年（昭和59年）2月1日：荷物扱い廃止[2]。駅員無配置駅となる[6]。
- 1987年（昭和62年）4月1日：国鉄分割民営化により、四国旅客鉄道の駅となる[2]。
- 1988年（昭和63年）
  - 3月25日：業務委託駅から直営駅となる[7]。
  - 6月1日：線路名称改正により、高徳線の駅となる。
- 2010年（平成22年）9月1日：無人化[3][8]。
- 2017年（平成29年）2月10日：新駅舎使用開始[9]。

## 駅構造
相対式ホーム2面2線を有する地上駅で、1番のりばが一線スルー（制限速度90km/h）。駅がカーブ上にあることもあって、1番線は列車とホームとの間がかなり広く開いており、駅構内にはその旨注意事項がある。また、隙間の部分に黄色の回転灯が数カ所設置されている。外にトイレあり。
かつては、造田駅止まりの列車があったが、1998年10月3日のダイヤ改正において同列車は廃止された（三本松駅まで延長運転）。この列車は車庫等に引き揚げるものではなく、2番のりばに停車し、十数分停車した後、当駅始発の普通列車となり高松へ折り返していた。また、特急列車同士の行き違いもよく行われていたが、現在この駅で定期列車での運転停車を含む行き違いは行われていない。
駅舎の高松寄りには保線車両留置用の線路及び資材置き場がある。
戦前は桑苗出荷、戦中は軍需輸送や兵士派遣、終戦後は生活物資、特に米の買い付けに来る「ヤミ商人」などで連日混雑を繰り返していたが、今日では住宅街に立地し、朝夕の通勤・通学に利用されている。一方、昼間の利用者数はかなり少ない。JR四国の経費節減のため2010年9月1日より無人化された。
かつては急行「阿波」が短期間ではあったが停車していた。
駅舎は1926年の開業当時から使われてきたが、2017年2月10日より新駅舎を使用開始した。

### のりば
| のりば | 路線    | 方向 | 行先                   |
| ------ | ------- | ---- | ---------------------- |
| 1・2   | ■高徳線 | 上り | 志度・高松方面         |
| 1・2   | ■高徳線 | 下り | 三本松・引田・徳島方面 |

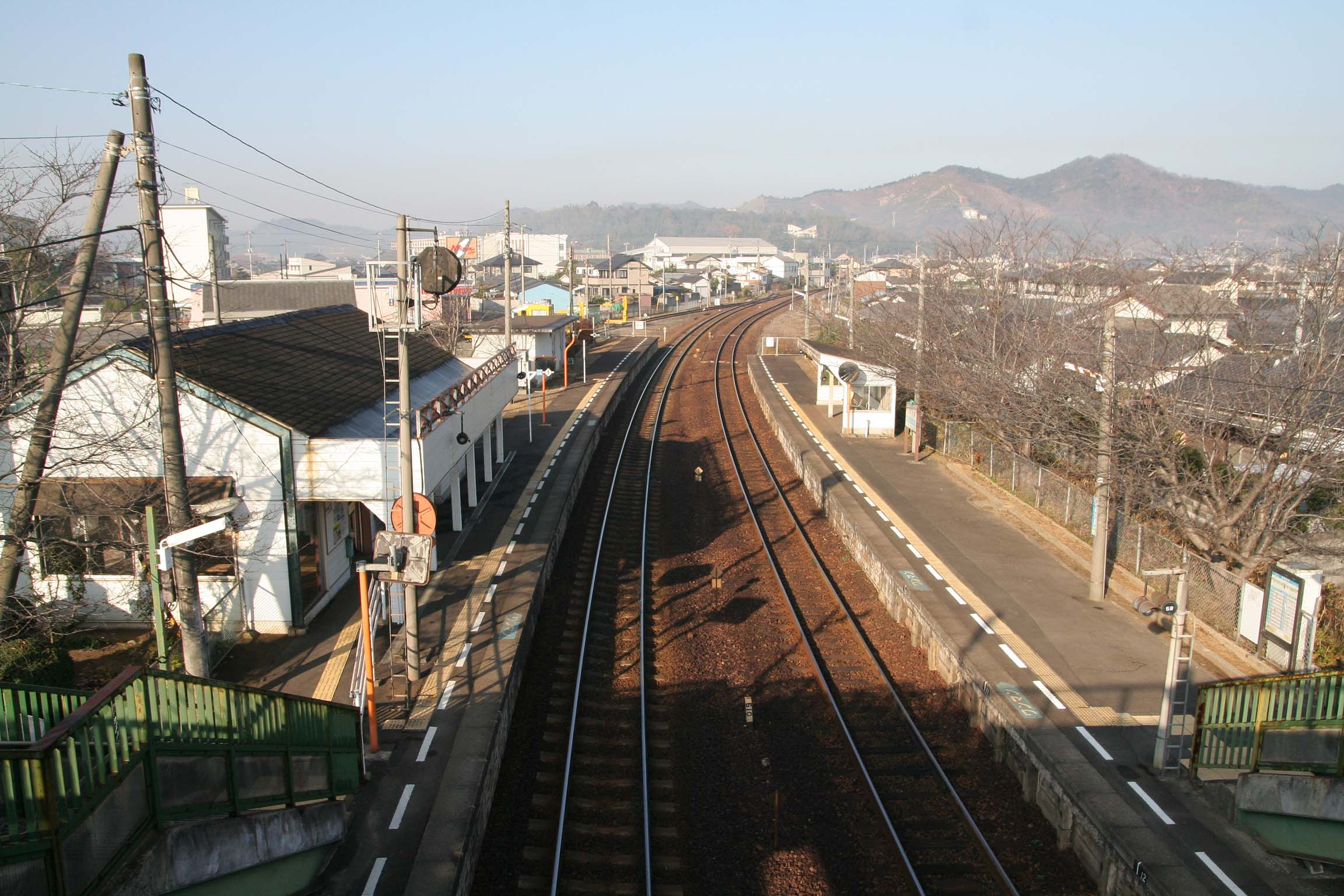
構内（2007年12月、神前方より）
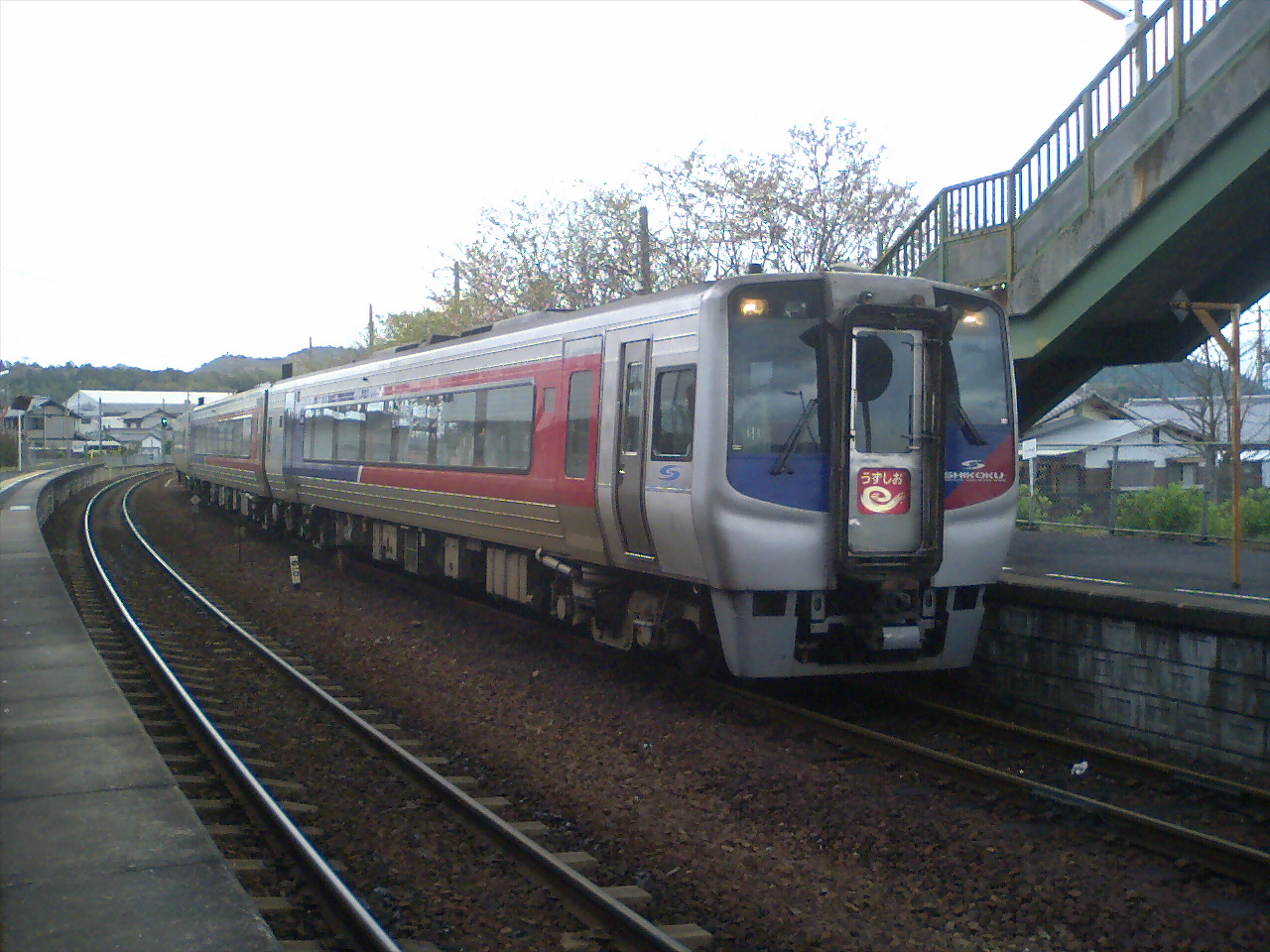
構内 停車中の列車は特急「うずしお」(2006年4月、運転停車)
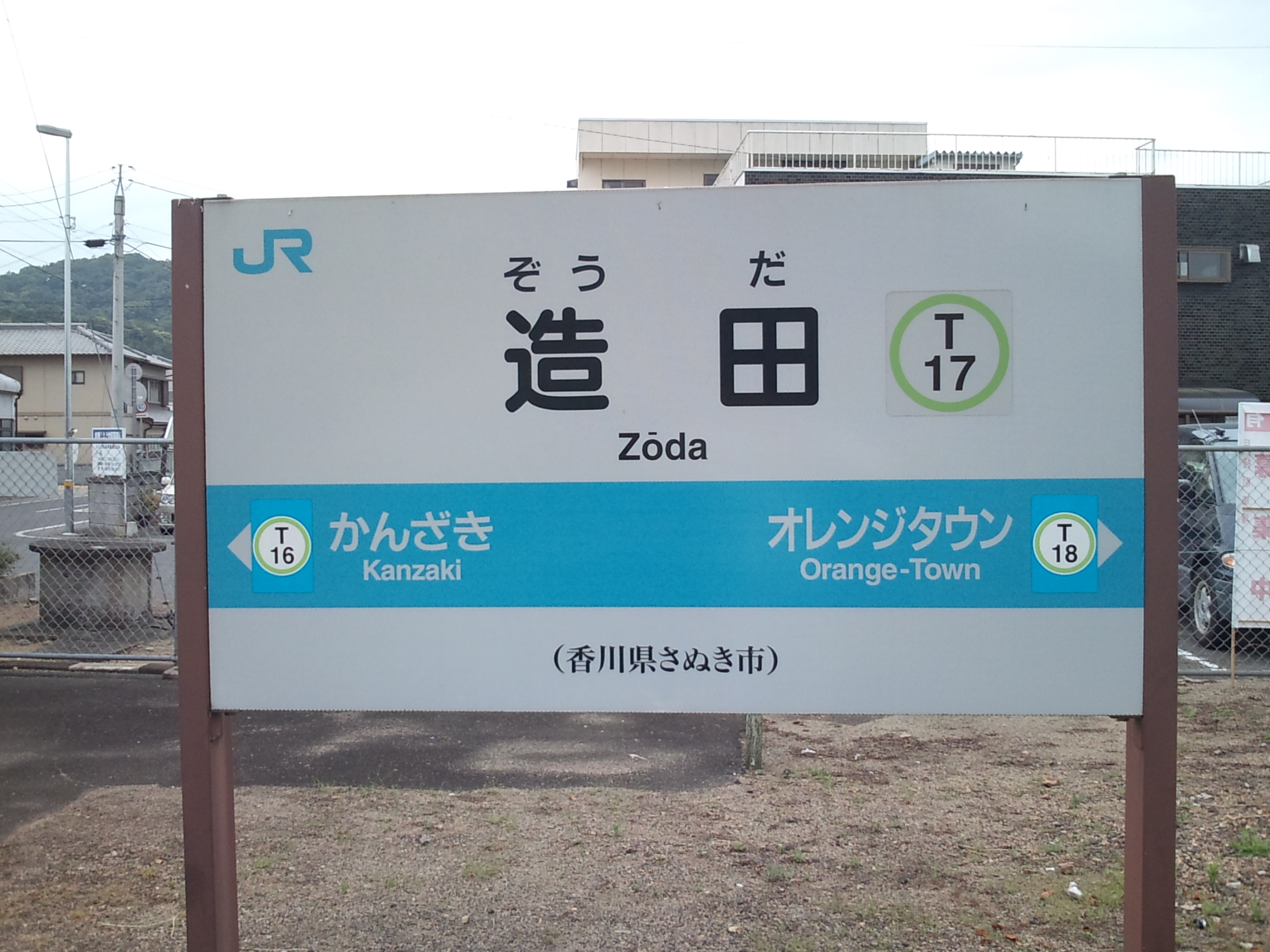
駅名標（2010年6月）
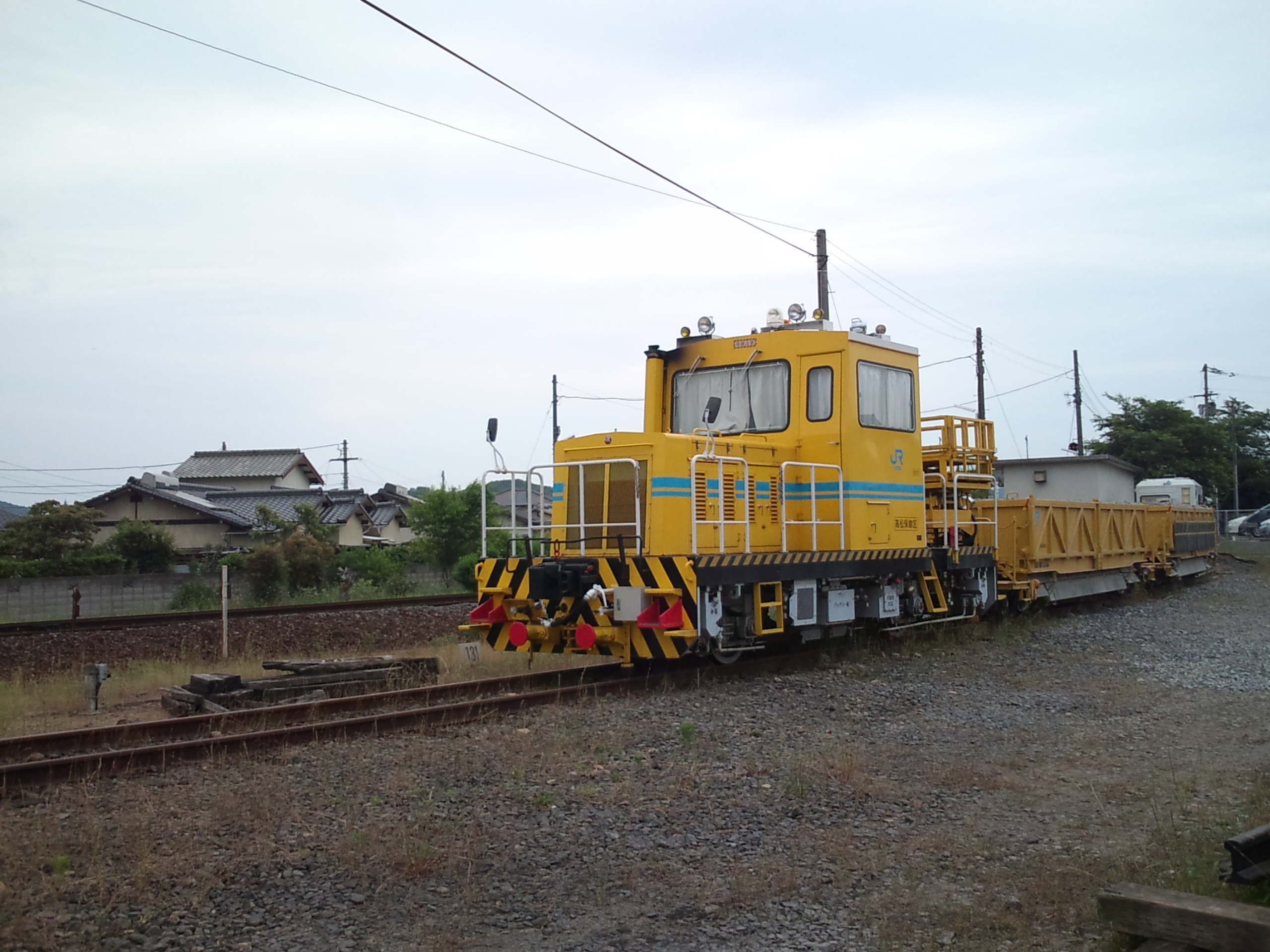
保線車両留置用線路に留置中の保線車両（2010年6月）

## 利用状況
1日平均の乗車人員は以下の通り。
| 乗車人員推移 | 乗車人員推移 |
| 年度         | 1日平均人数  |
| ------------ | ------------ |
| 2008         | 271          |
| 2009         | 257          |
| 2010         | 252          |
| 2011         | 248          |
| 2012         | 247          |
| 2013         | 242          |
| 2014         | 239          |

## 駅周辺

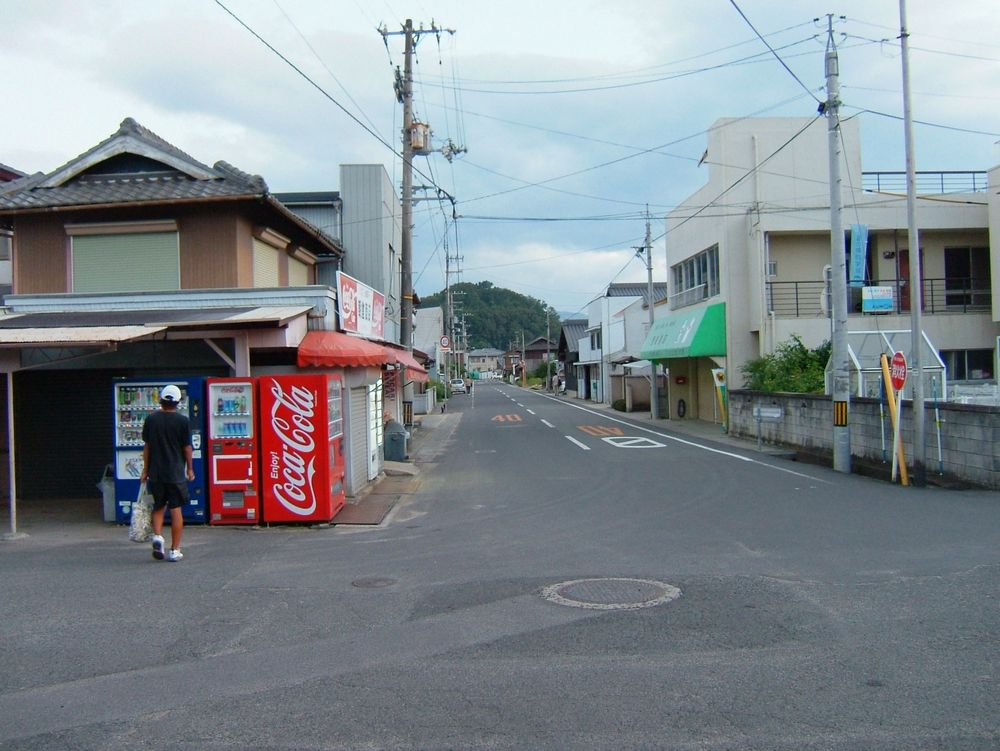
駅前風景（2006年8月）

駅は元長尾町の北端にあり、長尾町にある唯一のJR（国鉄）の駅であった。
- さぬき市役所造田出張所
- さぬき市立造田小学校
- 造田郵便局
- 香川県道37号三木津田線
- 香川県道142号造田停車場線

### バス路線
駅前に「JR造田駅」停留所があり、さぬき市コミュニティバスの志度・造田・多和線と津田・大川・寒川線が乗入れる。

## その他
高徳本線が志度駅まで開通した後の1921年（大正10年）頃、中央政界では政友会と憲政会が対立していた。憲政会には旧長尾町出身の小西和が、政友会には旧寒川町（神前村）出身の蓮井藤吉が所属していた。1917年（大正6年）に長尾町役場で結成されていた「阿讃鉄道東讃線期成同盟会」のメンバーらが請願運動を行った。その為、高徳線は志度から南に大きく迂回するように敷設されるように具体化された。
当時長尾町は、森貞（秀円寺南側：北緯34度16分21秒 東経134度10分32.7秒 / 北緯34.27250度 東経134.175750度付近）へ駅を設置するように誘致したが、町負担であった補助金2万円（当時）を捻出することができず、紆余曲折することとなった。結局造田駅の設置が決定したのは1924年（大正13年）である。
ところが、駅の位置については、最初に決定した地点から200m程度西よりの現在地に設置した。これは最も長尾寄りに駅を設置することを強く要望した、小西和の意見によるものである。

## 隣の駅
四国旅客鉄道（JR四国）
■高徳線
■普通
オレンジタウン駅 (T18) - 造田駅 (T17) - 神前駅 (T16)